# Уй (приток Иты)
Уй — река в России, протекает по Игринскому району Республики Удмуртия. Устье реки находится в 5,6 км по левому берегу реки Ита на высоте 160 м над уровнем моря. Длина реки составляет 20 км.
Исток находится на высоте 260 м над уровнем моря около деревни Байвал. Река течёт на северо-восток, протекает деревни Ильяпиево и Сетпиево. Притоки — Старая Уй (левый); Чукашур, Ильяпишур (правые). В среднем течении на реке плотина и запруда. Впадает в Иту в черте села Зура.

## Данные водного реестра
По данным государственного водного реестра России относится к Камскому бассейновому округу, водохозяйственный участок реки — Чепца от истока до устья, речной подбассейн реки Вятка. Речной бассейн реки — Кама.
Код объекта в государственном водном реестре — 10010300112111100032851.